# IC 496
IC 496 је спирална галаксија у сазвјежђу Рак која се налази на листи објеката дубоког неба у Индекс каталогу.
Деклинација објекта је + 25° 52' 52" а ректасцензија 8h 9m 43,9s. Привидна величина (магнитуда) објекта IC 496 износи 15,2 а фотографска магнитуда 16,0. IC 496 је још познат и под ознакама IC 2229, MCG 4-19-28, IRAS 08067+2601, CGCG 118-66, CGCG 119-1, KCPG 155A, PGC 93095.